# RBK TV
RBK TV (en russe : РБК) est une chaîne de télévision russe d'information en continu, propriété du groupe RBK Information Systems. 
Spécialisée dans le traitement de l'actualité économique, avec de fréquentes tribunes et analyses financières (en partenariat avec CNBC et CNN), elle s'intéresse également de près à la politique nationale et internationale. Des bulletins d'information complets sont diffusés chaque demi-heure, et ce 24 heures sur 24. La grille des programmes comporte également des débats, des interviews et des revues de presse (tant russe qu'étrangère). 
RBK TV, lancée au mois de septembre 2003, est à ce jour la seule chaîne d'information à dominante économique de Russie. Elle est diffusée sur les réseaux câblés du pays, et est également reprise dans certains pays comptant de fortes minorités russophones, comme la Biélorussie, l'Ukraine ou le Kazakhstan. RBK TV était en outre diffusée gratuitement par satellite (Hot Bird, 13° Est) dans toute l'Europe, en Afrique du Nord et au Proche et Moyen-Orient. Son slogan est : «Regarder pour comprendre» (Смотреть, чтобы понимать).

## Programmes actuels
- «Accelerate»
- «Adrenaline» (russe : Адреналин)
- «Héros de l’ouverture des marchés» (russe : Герои открытых рынков)
- «Le Dialogue» (russe : Диалог). Diriger — Mikhail Khazin, Sergei Aleksashenko, Gerashchenko
- «L’histoire du documentaire à la RBK» (russe : Документальные истории на РБК)
- «Les affaires étrangères» (russe : Зарубежный бизнес)
- «Stardust» (russe : Звёздная пыль)
- «La Semaine de la Paix» (russe : Мир за неделю)
- «Le monde d’aujourd’hui» (russe : Мир сегодня)
- «Nouvelles» (russe : Новости)
- «Aperçu de la presse étrangère» (russe : Обзор зарубежной прессы)
- «Aperçu de la presse russe» (russe : Обзор российской прессы)
- «Loisirs et Tourisme» (russe : Отдых и туризм)
- «Marchés» (russe : Рынки)
- «Marchés. Une vision globale» (russe : Рынки. Глобальный взгляд)
- «Marchés. l'édition interactive» (russe : Рынки. Интерактивный выпуск)
- «Marchés. Résultats de la semaine» (russe : Рынки. Итоги недели)
- «Salon» (russe : Салон)
- «La sphère d’intérêt» (russe : Сфера интересов)
- «Forum» (russe : Форум). Diriger — Igor Vittel et Mary Stroyev.

### Anciens programmes
- «Autonews» (russe : Автоновости)
- «Autonews Expert» (russe : AutoNews Эксперт)
- «C-Nouvelles» (russe : C-News)
- «C-Nouvelles: Technologie du Futur» (russe : C-News: Технологии будущего)
- «Les événements» (russe : Афиша)
- «Style d’affaires» (russe : Бизнес-стиль)
- «In Focus» (russe : В фокусе)
- «Tous les premiers» (russe : Всё сначала)
- «Livres d’affaires» (russe : Деловая литература)
- «L’intrigue de l’année» (russe : Интрига года)
- «L’intrigue du jour» (russe : Интрига дня)
- «L’intrigue de la semaine» (russe : Интрига недели)
- «Entreprises» (russe : Компании)
- «Capital» (russe : Капитал)
- «Notre argent» (russe : Наши деньги)
- «Notre argent. Interactive» (russe : Наши деньги)
- «Immobilier» (russe : Недвижимость)
- «Nouvelles Company» (russe : Новости компаний) (désormais publié uniquement dans le cadre de la «Marchés»)
- «Personne» (russe : Персона)
- «Portée du cinéma» (russe : Киносфера)
- «Live avec Savik Shuster» (russe : Прямой эфир с Савиком Шустером)
- «Commercial Break» (russe : Рекламная пауза)
- «Expo» (russe : Экспо)

### Rubriques
- «Question du jour» (russe : Вопрос дня)
- «Taux de change» (russe : Курсы валют)
- «Les statistiques macroéconomiques» (russe : Макроэкономическая статистика)
- «Le monde d’aujourd’hui. No Comments» (russe : Мир сегодня. Без комментариев)
- «Les nominations et les licenciements» (russe : Назначения и отставки)
- «Météo» (russe : Погода)